# Xác thối

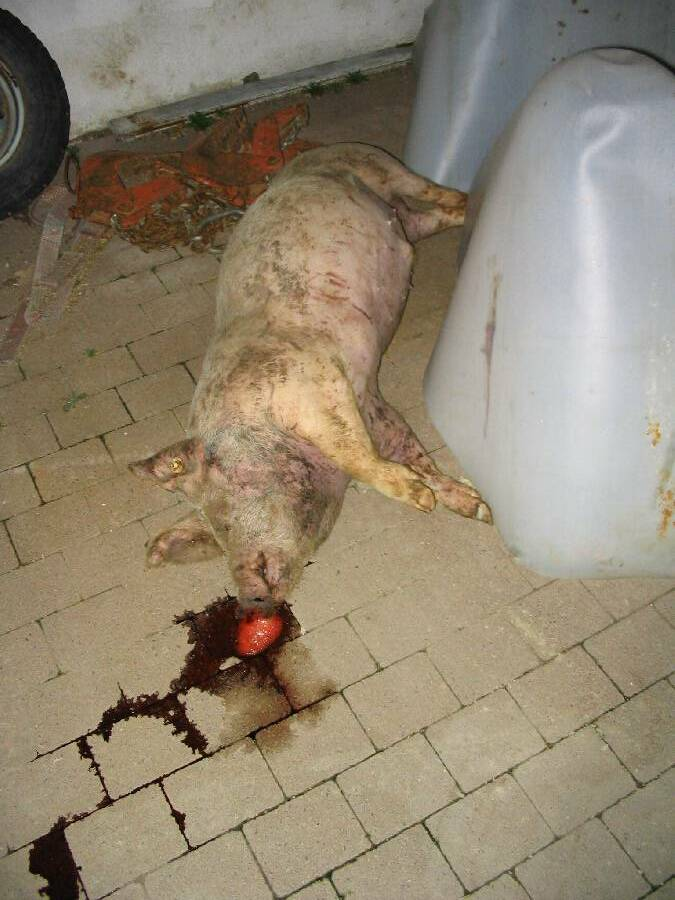
Xác con heo bệnh chết

Xác thối hay xác động vật chết chỉ về phần xác thịt đang phân hủy của những động vật đã bị chết. Thuật ngữ này trong tiếng Anh là carrion bắt nguồn từ caro trong tiếng Latin có nghĩa là "thịt", nghĩa là xác thịt đang phân rã của một con vật chết, thuật ngữ này phân biệt với xác chết là một khái niệm trong giải phẫu. Đôi khi xác thối được sử dụng để mô tả một xác chết bị nhiễm bệnh và không nên đụng vào. Thịt từ những cái xác này được xem là thịt bẩn, việc xử lý những cái xác trong tự nhiên sẽ do các động vật ăn xác thối đảm nhiệm. Ở xã hội sẽ có những quy chuẩn vệ sinh về xử lý xác động vật chết nhưng một số nơi hiện nay có tình trạng xác chết động vật bị vứt bừa bãi, gây ô nhiễm môi trường xung quanh.

## Tổng quan

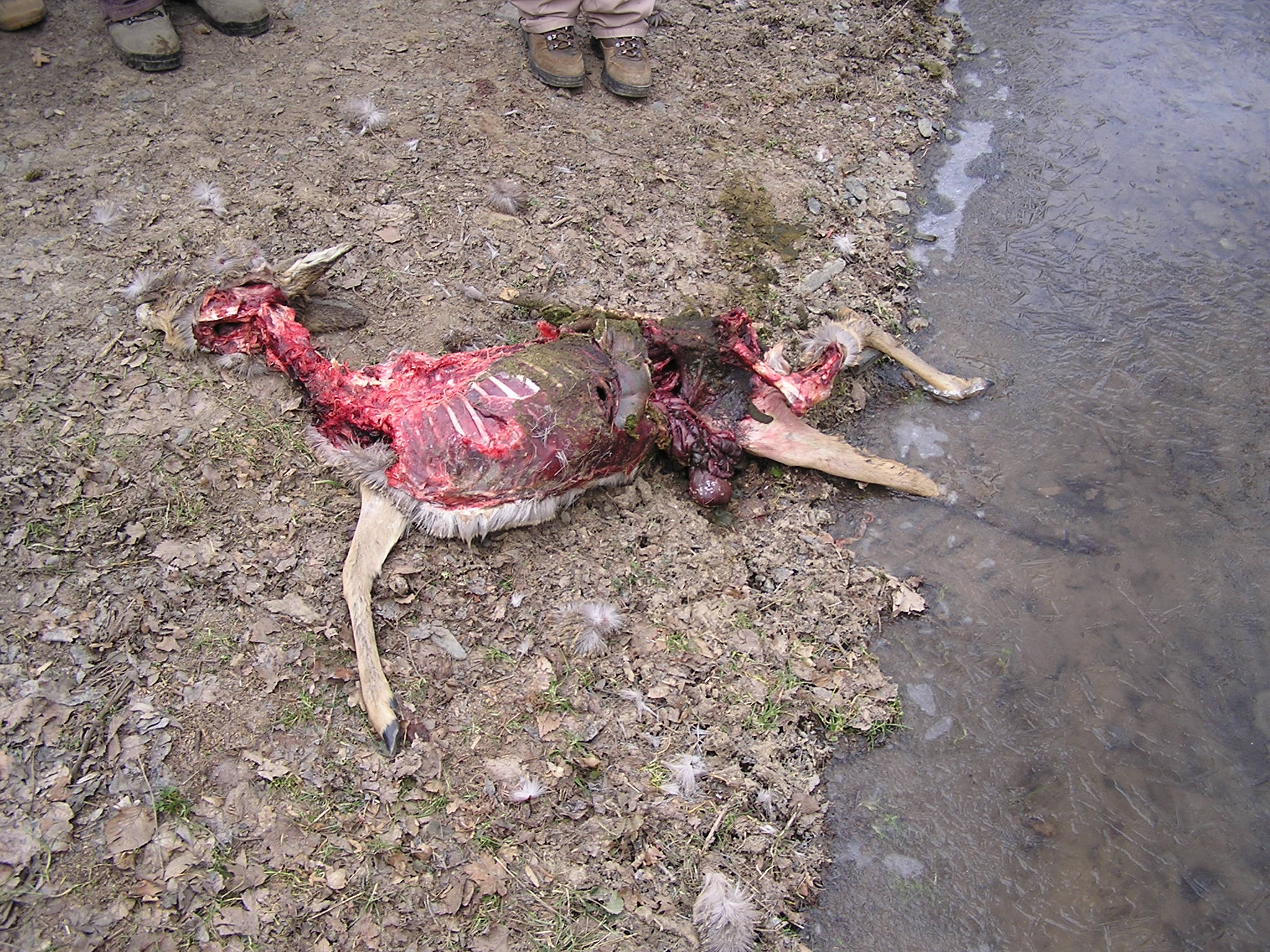
Xác thối của một con hươu

Xác động vật chết hay xác chết của động vật hay xác thối là nguồn thức ăn quan trọng cho các động vật ăn tạp, động vật ăn thịt và động vật ăn thịt cỡ lớn ở hầu hết các hệ sinh thái, những kẻ ăn thịt (hay động vật ăn xác thối) bao gồm những con kền kền, diều hâu, đại bàng, quạ, linh cẩu, chồn Ossum Virginia (Didelphis virginiana), quỷ Tasmania, chó sói, sói đồng cỏ, chó rừng, và rồng Komodo. Nhiều động vật không xương sống như bọ cánh cứng và ruồi ăn xác thối, cũng như các con ruồi giun lươn và ruồi giấm thịt cũng ăn xác chết, đóng vai trò quan trọng trong việc tái chế nitơ và cacbon trong động vật.
Cái xác bắt đầu phân hủy thời điểm động vật chết, và nó sẽ ngày càng thu hút côn trùng và gây ra vi khuẩn. Không lâu sau khi con vật chết, cơ thể của nó sẽ bắt đầu thoát ra mùi hôi (bốc mùi) do sự hiện diện của vi khuẩn và sự phát tán của cadaverine và putrescine. Một số loài thực vật và nấm có mùi như phân hủy xác chết và thu hút côn trùng hỗ trợ sinh sản. Cây có biểu hiện hành vi này được gọi là hoa xác. Nấm Stinkhorn là những ví dụ về nấm với đặc tính này.
Một ví dụ về sự tàn sát được sử dụng để mô tả các xác chết và các vật thể thối rữa trong văn học có thể được tìm thấy trong vở kịch Julius Caesar của William Shakespeare (III.i). Một ví dụ khác có thể tìm thấy trong cuốn Robinson Crusoe của Daniel Defoe khi nhân vật chính giết chết một con chim không biết đến thức ăn, nhưng tìm thấy "xác thịt của nó đã bị tàn phá và không thích hợp". Trong luật Noahide- Luật lệ ba mươi của Ulla (Talmudist) bao gồm việc cấm người ăn xác chết.

## Ở Việt Nam

### Thực trạng

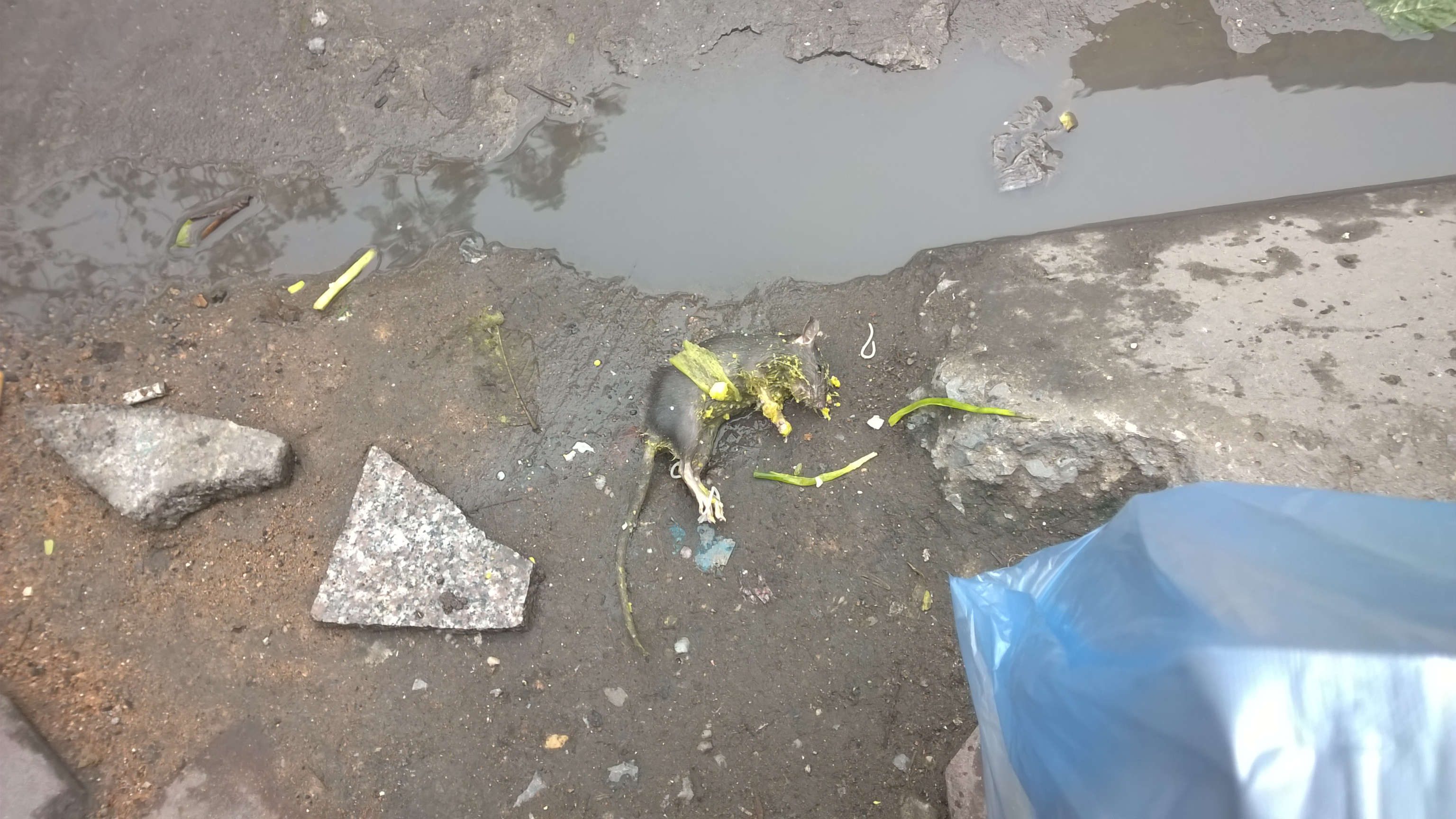
Một con chuột chết bị vứt trên đường ở Hà Nội

Tại Thành phố Hồ Chí Minh việc tìm đất để chôn xác gia súc, gia cầm cũng khó khăn, nhiều người lựa chọn lén vứt ra đường, nghĩa trang, ném xuống kênh rạch, vứt qua nhà hàng xóm, ném ra đường, xuống kênh. Trên mọi nẻo đường của Thành phố, không khó để nhìn thấy xác chuột chết trương phình hoặc khô queo nằm trên đường phố. Ngoài việc chuột băng qua đường bị xe cán chết, đó còn là của những người sau khi bẫy chuột, vứt ra đường cho xe cộ xử lý, có những hộ dân cãi nhau vì nghi ngờ nhà này vứt xác chuột qua trước cửa nhà kia. Chung cư là nơi sinh sống lý tưởng của chuột, hầu như ngày nào cũng có cảnh người bẫy chuột rồi vứt ra đường.
Những ngày nắng nóng thì tình trạng ô nhiễm do quá nhiều xác động vật được vứt thẳng xuống kênh trương phình, thối rữa. Đa phần xác động vật do người nơi khác vứt trộm, một phần là phế phẩm từ các khu chợ tự phát. Những xác thối rữa bốc mùi hôi thối, chưa kể nguồn mầm bệnh cực kỳ nguy hiểm. Đội vớt rác trên kênh mỗi ngày vớt nhiều xác chó, mèo, heo bị người dân vứt xuống kênh. Mấy năm gần đây, xác động vật ít hơn do người dân đã ý thức hơn. Người nào cẩn thận thì bỏ xác vô bao rồi buộc lại, có người đi qua vứt đại xác động vật xuống kênh rồi lên xe chạy mất.
Việc vứt xác gia súc, gia cầm bừa bãi không chỉ gây ô nhiễm môi trường mà còn là nguyên nhân bùng phát dịch. Hiện nay có phương pháp hỏa thiêu xác động vật theo 2 cách: đốt chung với thiết bị y tế và động vật khác và hỏa táng riêng để lấy tro cốt, Trung tâm hỏa thiêu Bình Hưng Hòa A mỗi ngày nơi đây đón nhận hàng chục trường hợp đến hỏa thiêu xác động vật. Việc hỏa thiêu vừa giúp bảo vệ môi trường vừa giúp chủ nuôi có thể lấy tro cốt về nếu muốn, khoảng 2-3 giờ là có thể quay lại nhận cốt.
Nhiều hộ dân khu phố An Thuận 2, phường 7, Tân An, tỉnh Long An phản ánh vào ban đêm, nhiều người chăn nuôi từ nơi khác đến vứt những bao tải đựng xác động vật chết (heo, gà, vịt) xuống kênh cặp đường Đỗ Văn Giàu gây ô nhiễm môi trường trầm trọng, tiềm ẩn nguy cơ lây lan dịch bệnh, sáng sớm, người dân khu phố đi tập thể dục thấy dưới kênh có mấy bao tải bốc mùi hôi thối. Nhiều người mở ra xem thì toàn xác heo, gà, vịt chết bốc mùi hôi thối và đầy dòi, bọ nhưng đơn vị chức năng chưa có giải pháp ngăn chặn hiệu quả tình trạng vứt xác động vật chết xuống kênh gây ô nhiễm môi trường, nguồn lây nhiễm dịch bệnh.
Có phản ánh tình trạng người dân phải sống chung với xác động vật chết, nhất là xác lợn vứt bừa bãi ở mương nước, đồng ruộng bốc mùi hôi thối nồng nặc tại một số địa phương của Hà Nam, Phú Thọ làm ảnh hưởng đến cuộc sống của người dân. Tình trạng ô nhiễm nguồn nước, không khí do xác động vật gây ra xuất hiện. Nguyên nhân là do số động vật chết như lợn, gà không được người chăn nuôi xử lý chôn lấp, tiêu hủy theo quy định mà thường nhét vào bao tải, buộc lại rồi thả giữa dòng nước hoặc vứt bừa bãi ra môi trường.
Cảnh tượng ruồi nhặng bâu kín bao tải đựng xác động vật, xác động vật thối rữa, đang phân hủy bốc mùi hôi thối nồng nặc, khiến người dân sống ở những khu vực này phải đóng kín cửa, bịt khẩu trang kín, ăn uống phải ở trong mùng để tránh ruồi, muỗi. Việc người dân vứt xác động vật ra môi trường bừa bãi gây ô nhiễm nguồn nước, không khí, trở thành bệnh dịch nếu không được xử lý. Việc chính quyền một số địa phương chậm xử lý ảnh hưởng nghiêm trọng đến đời sống, sinh hoạt và sức khỏe của người dân.
Phản ánh từ nhiều người dân thuộc tổ 6 và tổ 15 (phường Nông Tiến) ở Tuyên Quang về một số đối tượng lợi dụng có những xe rác ở đó tranh thủ vứt thêm cả xác động vật thối rữa gây ô nhiễm môi trường trầm trọng, giữa ngồn ngộn rác thải bốc mùi hôi thối, có cả xác lợn nằm nặng hàng tạ đang trong thời kỳ chuẩn bị phân hủy, ruồi nhặng bu kín ngay trên mặt đường nhựa, mưa xuống, nắng lên tất cả cùng bốc mùi ngùn ngụt, sau đó rác rưởi được dọn đi nhưng xác lợn chết vẫn nằm ở đó vì không có chế tài xử lý hay vì sự tắc trác của các ngành liên quan.
Xác lợn chết to gần 2 tạ nằm lăn lóc ở đây 4-5 ngày liền, phơi nắng trương phềnh, ô nhiễm là thế nhưng phía quản lý đô thị họ cũng không dọn mà cho rằng đã báo bên thú y, nên chờ bên đó đến xử lý, người đi đường vẫn hãi hùng cảm nhận cảnh tượng ghê rợn đó là xác lợn vẫn nằm sóng xoài dưới lòng đường nhựa cách biển quảng cáo nhà hàng ẩm thực. Trước việc người dân phản ánh có những xác lợn nặng gần 2 tạ nằm phơi nắng 4-5 ngày trương phềnh tại địa điểm này mà không ai thu dọn.
Tình trạng xác heo được bỏ trong bao tải rồi vứt dọc ven tỉnh lộ 630 dọc sông Kim Sơn đoạn qua xã Ân Tường Tây gây ô nhiễm môi trường, tình trạng trên tuyến tỉnh lộ ĐT 630 dọc sông Kim Sơn thuộc các xã Ân Tường Tây, Ân Đức (huyện Hoài Ân, Bình Định) xuất hiện xác heo thối rữa, bốc mùi hôi thối nồng nặc, gây ô nhiễm môi trường sống. Bình Định phải thú nhận có tình trạng vật nuôi chết, sau đó người dân vứt ra những nơi công cộng, sông, suối, gây tình trạng ô nhiễm môi trường. Tỉnh Bình Định đã phản hồi về vấn đề ô nhiễm môi trường do người dân vứt xác động vật ra đường.
Sau khi sự việc xảy ra, địa phương triển khai các hoạt động nhằm khắc phục tình trạng trên. Đến nay, vấn đề ô nhiễm môi trường do xác động vật cơ bản đã được giải quyết. Không còn tình trạng người dân vứt xác súc vật ra môi trường, địa phương đã triển khai các biện pháp xử lý xác heo chết tại các địa phương, các địa phương của huyện Hoài Ân đã chôn lấp và đốt các xác súc vật. Đối với thị xã Hoài Nhơn, khi phát hiện lượng heo chết tồn đọng trên sông Lại Giang thuộc phường Hoài Đức, đã tiến hành thu gom và tiêu hủy xác heo chết.
Rác thải, xác chết động vật, đồ dùng cá nhân được đóng lại thành từng bao rồi chất lên thành nhiều tầng nhiều lớp gây mùi hôi thối tại thôn Đồng Minh, xã Hải Ninh, huyện Tĩnh Gia (Thanh Hóa), tự ý thu gom rác ở khắp nơi mang về tập kết tại diện tích đất gây ô nhiễm môi trường nghiêm trọng, rác được chất thành đống cao bằng cả tòa và có mùi hôi thối rất khó chịu, rác được tập kết ở đây chủ yếu là rác thải sinh hoạt, xác chết động vật, được đóng lại thành từng bao rồi chất lên thành nhiều tầng nhiều lớp.
Ở xóm Đại Đồng, xã Mỹ Lộc, huyện Can Lộc, tỉnh Hà Tĩnh xuất hiện nhiều bao tải đựng heo chết đã phân hủy vứt bừa bãi ngay giữa đoạn đường Eo Thâu khiến mùi hôi thối, xú uế bốc lên nồng nặc, gây ô nhiễm môi trường. Xác heo chết gây mùi hôi thối, ô nhiễm nặng, không chỉ có xác heo chết phân hủy mà cả xác chó, gà chết cũng đưa đến vứt bừa bãi nhưng chưa có lực lượng chức năng xử lý. Dù đã nhận được phản ánh của người dân về việc đối tượng lén lút vứt xác động vật chết ở đường Eo Thâu gây ô nhiễm môi trường sống xung quanh, tuy nhiên vẫn chưa được xử lý.

### Pháp luật
Vứt xác vật nuôi ra môi trường bị phạt từ 3-5 triệu đồng theo Nghị định 41/2017/NĐ-CP của Chính phủ Việt Nam, hành vi vứt động vật mắc bệnh, chết và sản phẩm của chúng, xả nước thải, chất thải mang mầm bệnh ra môi trường sẽ bị phạt tiền từ 2-3 triệu đồng. Phạt nặng vứt xác động vật bừa bãi là quy định mới, phạt tiền 2-3 triệu đồng đối với chủ vật nuôi vứt động vật mắc bệnh, chết và sản phẩm của chúng, xả nước thải, chất thải mang mầm bệnh ra môi trường.
Hành vi vứt xác động vật gây ô nhiễm môi trường là một trong những hành vi bị cấm theo quy định của Luật Thú y 2015. Hành vi này sẽ bị xử phạt hành chính theo Nghị định 167/2013/NĐ-CP như phạt tiền từ 1.000.000 đồng đến 2.000.000 đồng đối với hành vi để xác động vật hoặc bất cứ vật gì khác mà gây ô nhiễm ra nơi công cộng hoặc chỗ có vòi nước, giếng nước ăn, ao, đầm, hồ mà thường ngày nhân dân sử dụng trong sinh hoạt làm mất vệ sinh.

### Xử lý xác
Việc tiêu hủy xác động vật thực hiện theo Quy chuẩn kỹ thuật quốc gia yêu cầu xử lý vệ sinh đối với việc tiêu hủy xác động vật và sản phẩm động vật (QCVN 01-41: 2011/BNNPTNT) và Thông tư số 07/2016/TT-BNNPTNT của Bộ Nông nghiệp và phát triển nông thôn quy định phòng chống dịch bệnh động vật trên cạn. Các phương pháp tiêu hủy bao gồm: chôn lấp, đốt và tiêu độc khử trùng. Trong đó:
- Không chôn động vật và sản phẩm động vật ở vùng ngập nước hoặc có mực nước ngầm nông.
- Bãi chôn lấp xác động vật phải xa khu dân cư, công trình văn hóa, du lịch, đền chùa, bệnh viện, trạm y tế.
- Hố chôn phải cách nhà dân, giếng nước, khu chuồng nuôi động vật tối thiểu 30m và có đủ diện tích; nên chọn nơi chôn trong vườn cây ăn quả hoặc lấy gỗ để quá trình vô cơ hóa trong hố chôn xảy ra nhanh chóng, hạn chế ô nhiễm môi trường.
- Ở khu vực đất cát, đáy và xung quanh thành hố chôn cần có vật liệu chống thấm để bảo vệ nguồn nước ngầm. Trường hợp lượng chất chôn lấp trên 10 tấn/hố, vị trí hố chôn gần khu vực khai thác nước ngầm, sông, hồ, hố chôn cần được lót chống thấm ở đáy và xung quanh thành hố.
- Sau khi chôn lấp, bề mặt hố chôn và xung quanh khu vực chôn phải được rải vôi bột, phun khử trùng để diệt mầm bệnh phát tán trong quá trình thao tác.
- Thực hiện quản lý, kiểm tra định kỳ, xử lý kịp thời các sự cố sụt lún, xói mòn, rò rỉ bốc mùi của hố chôn như phủ thêm đất, lấp lại, phun hóa chất khử trùng.
- Đối với phương pháp đốt, địa điểm đặt giàn đốt phải đảm bảo hơi nóng, khói bụi và mùi do chất đốt tạo ra không làm ảnh hưởng đến các công trình ngầm hay trên cao, đường đi và khu dân cư xung quanh
- Tăng cường tuyên truyền, vận động người dân, xử lý, chôn lấp đúng quy định, nhất là không tự tiện vứt xác động vật chết ra môi trường, có biện pháp xử lý nghiêm hành vi vứt động vật chết ra môi trường gây ô nhiễm, ảnh hưởng đến cuộc sống chung của cộng đồng.

Trước tình trạng xác heo chết vứt bừa bãi ra các khu vực thưa dân cư, dọc các sông trên địa bàn các huyện của tỉnh; thực hiện chỉ đạo của tỉnh Bình Định giao Sở Tài nguyên và Môi trường chủ trì, hướng dẫn các biện pháp xử lý gia súc, gia cầm chết để không gây ô nhiễm môi trường. có giải pháp: 
- Tuyên truyền, hướng dẫn người dân, cơ sở chăn nuôi quy định pháp luật bảo vệ môi trường (BVMT), quy định quản lý chất thải, các biện pháp BVMT trong chăn nuôi, đặc biệt là các biện pháp tiêu hủy xác động vật an toàn vệ sinh môi trường
- Yêu cầu cơ sở chăn nuôi, người dân phải tiêu hủy xác động vật đúng phương pháp để tránh gây ô nhiễm môi trường.
- Tổ chức quản lý chặt chẽ, theo dõi, kiểm tra, xử lý các trường hợp vứt xác động vật ra môi trường không đúng quy định